# Diego Di Berardino
Diego Rafael Di Berardino (Rio de Janeiro, 29 de Julho de 1987) é um Mestre Internacional de Xadrez.

## Carreira enxadrística
Diego aprendeu a jogar xadrez com cinco anos através de seu pai, Anselmo Di Berardino. Aos nove anos, ao final de uma de suas aulas, a professora perguntou quem sabia jogar xadrez, pois haveria um campeonato. Di Berardino, até então tendo o xadrez somente como um hobby, inscreveu-se rumo a sua primeira partida em competição. 
Em 2007, aos 19 anos, Diego obteve seu título de Mestre Internacional.
Atualmente, possui duas normas de Grande Mestre de xadrez, estando entre os Top 20 do Brasil no ranking da FIDE.

## Principais títulos
- Seis vezes campeão estadual absoluto do Rio de Janeiro.
- Campeão brasileiro sub14 em 2000.
- Campeão da Copa dos Campeões em 2001.
- Campeão brasileiro sub16 em 2003.
- Vice-Campeão do Campeonato Brasileiro Sub20 em 2005.
- Vice-Campeão do Campeonato Brasileiro Sub20 em 2006.
- Campeão da Semifinal do Campeonato Brasileiro de 2006.
- Mestre Internacional em 2007
- Terceiro lugar no sul-americano Sub20 em 2007.
- Vice-Campeão do Floripa Chess Open 2023
- Criciúma Chess Open 2024[3]
- II Araraquara Chess Open[4]
- Campeão do Niterói Chess Open 2024[5]